# Real Garcilaso
Asociación Civil Real Atlético Garcilaso, oftast enbart Real Garcilaso, är en fotbollsklubb från Cuzco i Peru. Klubben grundades den 16 juli 2009 och började spela i den högsta ligan i Peru, Torneo Descentralizado, redan år 2012. Klubben spelar sina hemmamatcher på Estadio Inca Garcilaso de la Vega som tar strax över 42 000 åskådare. 
Två år efter klubbens grundande, 2011, lyckades klubben vinna Copa Perú (den näst högsta divisionen) och lyckades på så sätt ta sig upp till den högsta divisionen. Det första året i den högsta divisionen lyckades klubben komma på andra plats i ligan efter att ha förlorat mästerskapsfinalen mot Sporting Cristal. Trots finalförlusten lyckades klubben kvalificera sig för Copa Libertadores 2013 och lyckades gå till kvartsfinal innan de åkte ur turneringen. Den andra säsongen i den högsta divisionen kom klubben återigen på en andraplats, denna gång efter finalförlust mot Universitario.